# Crustulina jeanneli
Crustulina jeanneli is een spinnensoort in de taxonomische indeling van de kogelspinnen (Theridiidae).
Het dier behoort tot het geslacht Crustulina. De wetenschappelijke naam van de soort werd voor het eerst geldig gepubliceerd in 1920 door Lucien Berland.